# Colletes pseudolaevigena
Colletes pseudolaevigena är en biart som beskrevs av Kuhlmann 2002. Colletes pseudolaevigena ingår i släktet sidenbin, och familjen korttungebin. Inga underarter finns listade i Catalogue of Life.